# بوب بيلدن (لاعب كرة قدم أمريكية)
بوب بيلدن (بالإنجليزية: Bob Belden)‏ هو لاعب كرة قدم أمريكية أمريكي، ولد في 20 يونيو 1947 في كانتون في الولايات المتحدة.